# The Cost of Loving
The Cost of Loving, ook wel The Orange Album genoemd, is het derde studio-album van The Style Council, het Britse soul-/jazzcollectief rond zanger/gitarist Paul Weller (ex-frontman van The Jam) en Mick Talbot (voormalig toetsenist van onder meer Dexys Midnight Runners). Het werd op 7 februari 1987 uitgegeven door Polydor als dubbelalbum en was in eigen land goed voor de tweede plaats en twee top 40-hits; It Didn't Matter (#9), Waiting (#44). In Nederland haalde het album de top 20 (#13).   

## Achtergrond

### Opnamen
The Cost of Loving werd opgenomen in mei, augustus en oktober 1986 in de Solid Bond Studios nadat Weller een nieuw miljoenencontract had getekend.     De inspiratie voor dit album kwam van de synthesizertrends binnen de r&b, onder meer de sound van Jimmy Jam & Terry Lewis en de ontluikende housescene. Weller nam ditmaal zelf de productie voor zijn rekening; het mixen liet hij echter over aan The Valentine Brothers en de door hem bewonderde soulzanger Curtis Mayfield. 

### Hoesontwerp
De eerste Britse persingen werden uitgegeven als 12-inch dubbel-ep. De oranje klaphoes (door vaste ontwerper Simon Halfon naar een idee van Paul Weller) zou een parodie zijn op The White Album van de Beatles. De Amerikaanse release kreeg een ander hoesontwerp.

### Tournee
Ter promotie begon de Style Council in 1987 aan een meer dan 40 data tellende tournee; Nederland en België werden aangedaan met concerten in Rotterdam (7 maart), Brussel (8 maart) en Den Bosch (23 mei). Drummer Steve White, die op het album een ondergeschikte rol vervulde, deed alleen mee bij de Britse najaarsconcerten vanwege andere werkzaamheden; pas drie jaar later zou hij weer met Weller samenwerken. 

### Ontvangst
Hoewel The Cost of Loving een gouden status haalde bleven de verkoopcijfers achter bij de voorgangers Café Bleu en Our Favourite Shop; Weller raakte nog verder vervreemd van zijn Jam-fans.                                                                     
Ook bij de critici waren het album en de bijbehorende minifilm Jerusalem (vergelijkbaar met The Magical Mystery Tour) geen onverdeeld succes. Het miljoenencontract had hoge verwachtingen geschapen die niet konden worden waargemaakt, en na het uiteenvallen van de Style Council dook The Cost of Loving op in lijstjes met de slechtste albums (uit de jaren 80). Maar tegelijkertijd kwam ook de waardering doordat Weller inmiddels een succesvolle solocarrière was begonnen. In 1995 schreef het blad Q in een catalogusrecensie: "Muzikaal klinkt het ongeïnspireerd, maar de teksten zijn nog even scherp (als voorheen)".

## Tracklijst
Alle muziek en teksten zijn geschreven door Paul Weller, tenzij anders vermeld. 
| Nr. | Titel            | Duur |
| --- | ---------------- | ---- |
| 1.  | It Didn't Matter | 5:44 |
| 2.  | Right to Go      | 5:10 |

| Nr. | Titel         | Duur |
| --- | ------------- | ---- |
| 3.  | Heavens Above | 6:10 |
| 4.  | Fairy Tales   | 4:08 |

| Nr. | Titel             | Duur |
| --- | ----------------- | ---- |
| 5.  | Angel             | 4:31 |
| 6.  | Walking the Night | 4:30 |

| 7.                 | Waiting            | 4:26 |
| 8.                 | The Cost of Loving | 4:19 |
| 9.                 | A Woman's Song     | 3:02 |
| Totale duur: 42:12 |                    |      |